# النظام العالمي القديم والجديد
النظام العالمي القديم والجديد هو كتاب من تأليف نعوم تشومسكي، نُشر لأول مرة في عام 1994 وتم تحديثه في عام 1996 من قبل مطبعة جامعة كولومبيا. كتب تشومسكي في الكتاب عن المشهد الدولي منذ عام 1945، مع التركيز بشكل خاص على الأحداث التي أعقبت انهيار الاتحاد السوفيتي. ينتقد الحكومات الغربية، من السياسات الخارجية الإمبريالية إلى وعود إدارة كلينتون للفقراء. إن حكمه على النظام العالمي الجديد يتنبأ بهوة متزايدة بين الأغنياء والفقراء، في الولايات المتحدة وعلى الصعيد الدولي.